# Pelouses à orchidées et habitats à chauve-souris des vallées de l'Yonne et de la Vanne
Pelouses à orchidées et habitats à chauve-souris des vallées de l'Yonne et de la Vanne este o arie protejată (sit de importanță comunitară — SCI) din Franța întinsă pe o suprafață de 1.385 ha, integral pe uscat.

## Localizare
Centrul sitului Pelouses à orchidées et habitats à chauve-souris des vallées de l'Yonne et de la Vanne este situat la coordonatele 48°11′57″N 3°27′07″E / 48.19917°N 3.45194°E.

## Înființare
Situl Pelouses à orchidées et habitats à chauve-souris des vallées de l'Yonne et de la Vanne a fost declarat arie specială de conservare în baza directivei 92/43 din 1992 referitoare la conservarea habitatelor naturale și a faunei și florei sălbatice pentru a proteja 6 specii de animale.

## Biodiversitate
Situată în ecoregiunile atlantică și continentală, aria protejată conține 7 habitate naturale: Grohotișuri medio-europene calcaroase, de la nivel colinar și montan, Pajiști uscate seminaturale și facies de acoperire cu tufișuri pe substraturi calcaroase (Festuco-Brometalia) (* situri importante pentru orhidee), Formațiuni de Juniperus communis pe lande sau pajiști calcaroase, Păduri de fag Asperulo-Fagetum, Fânețe de joasă altitudine (Alopecurus pratensis, Sanguisorba officinalis), Păduri pe pante, grohotișuri și ravene de Tilio-Acerion, Păduri de stejar sau de stejar și carpen sub-atlantice și medio-europene de Carpinion betuli.
La baza desemnării sitului se află mai multe specii protejate:
- mamifere (5): liliac cârn (Barbastella barbastellus), liliac cu urechi mari (Myotis bechsteinii), liliac cărămiziu (Myotis emarginatus), liliac comun (Myotis myotis), liliacul mare cu potcoavă (Rhinolophus ferrumequinum)
- nevertebrate (1): fluturele auriu (Euphydryas aurinia)

Pe lângă speciile protejate, pe teritoriul sitului au mai fost identificate 16 specii de plante, 63 de specii de păsări, 5 specii de mamifere, 43 de specii de nevertebrate, 10 specii de reptile.